# Carlos Carneiro (andebolista)
Carlos Hugo Freitas Carneiro (nascido em 3 de Março de 1982) é um português andebolista. Representa atualmente o Sporting Clube de Portugal e a Seleção Portuguesa de Andebol Masculino.

## Carreira
Nascido em Guimarães, Carneiro iniciou a sua carreira no clube de sua cidade natal, o Vitória Sport Clube. Com apenas 15 anos de idade, mudou-se para o Xico Andebol, antes de ingressar no ABC Braga e iniciar uma carreira profissional aos 18 anos de idade, estreando-se na seleção nacional um ano depois.
Em 2004, mudou-se para o Madeira SAD e venceu o campeonato na sua primeira temporada, terminando como vice-campeão na sua segunda temporada. O seu desempenho levou a uma mudança para o Benfica, clube lisboeta.
Em Lisboa, Carneiro ajudou a equipa a conquistar o seu primeiro título nacional em 18 anos, além de conquistar a  Taça da Liga na temporada seguinte. Foi considerado o MVP do Andebol 1 em 2011 e 2013, enquanto conquistava outros três títulos em outras competições ao seu palmarés.
Em 5 de junho de 2015, o Benfica anunciou a saída de Carneiro após 8 temporadas e, com 33 anos, ingressou no rival citadino Sporting CP dias depois. Na sua primeira temporada no Sporting, ele ajudou o clube a vencer a sua segunda Taça Challenge da EHF e o título nacional pela primeira vez em 16 anos.
Um ano mais tarde, acaba por conquistar o bicampeonato português.

## Honras
Madeira Andebol SAD
- Andebol 1: 2004-05

SL Benfica
- Andebol 1: 2007-08
- Taça de Portugal: 2010-11
- Supertaça Portuguesa: 2011, 2013
- Taça da Liga: 2008-09

Sporting CP
- Andebol 1: 2016-17, 2017-18
- EHF Challenge Cup: 2016-17